# Premio letterario Basilicata
Il premio letterario Basilicata è un premio letterario istituito nel 1972 a Potenza. Apparso come premio per opere di narrativa, si è arricchito negli anni di numerose altre sezioni. Per i primi quindici anni, la cerimonia di premiazione avveniva l'8 dicembre, festa dell'Immacolata Concezione, ma attualmente lo si attribuisce alla fine del mese di ottobre.

## Origini
Il premio è stato creato per iniziativa di un gruppo di intellettuali del circolo culturale Silvio Spaventa Filippi. Primo presidente della giuria, e per molti anni, è stato Carlo Bo.
Nella giuria per quasi vent'anni è stato responsabile della sezione "letteratura spirituale e poesia religiosa" monsignor Gianfranco Ravasi, presidente del Pontificio consiglio della cultura.
Presidente onorario del premio letterario Basilicata, fin dalla sua istituzione, è stato il senatore a vita Emilio Colombo.

## I premi
Il premio è costituito dalle seguenti sezioni:
- Sezione di Narrativa, dotata di euro 3.000 indivisibili, è riservata ad opere edite e segnalate dai componenti la giuria.
  - Premio speciale Presidenza della Regione Basilicata di euro 1.500 riservato ad opere di narrativa, edite, di autore lucano.
- Sezione di Letteratura spirituale e Poesia religiosa, dotata di euro 2.500, istituita nel 1987.[1]
- Sezione di Saggistica, comprende i seguenti premi ed è stata istituita nel 1975:[1]
  - premio Vincenzo Verrastro di euro 2.000 riservato ad opere edite nell'ultimo biennio riguardanti aspetti della storia nazionale o europea ovvero problemi derivanti dalle nuove prospettive del Mezzogiorno d'Italia in Europa;
  - premio Tommaso Pedio di euro 1.000 riservato ad opere edite nell'ultimo biennio su aspetti della storia lucana, istituito nel 1996.[1]
  - premio Città di Potenza di euro 1.000 riservato a giovani studiosi di Potenza autori di tesi di dottorato o di tesi di laurea magistrale, sia edite che inedite, su aspetti della storia economica, sociale, politica, culturale e religiosa della Basilicata, discusse nell'ultimo triennio.
- Sezione di Economia politica e diritto dell'economia, istituita nel 2003,[1] dotata del premio Senatore Tommaso Morlino, di euro 2.000 è riservata ad opere edite nell'ultimo triennio che affrontino problemi e prospettive di sviluppo dell'Italia e, in particolare, del Mezzogiorno nell'epoca della globalizzazione dei mercati.

## Le giurie
Narrativa - Letteratura spirituale e poesia religiosa: presieduta da Carlo Bo, quindi da Leone Piccioni ed infine da Cosimo Damiano Fonseca,
Saggistica-economia politica e diritto dell'economia: inizialmente presieduta da Nicola Cilento, quindi da Cosimo Damiano Fonseca.

## Albo d'oro

### Opere di narrativa
- 1972 - Antonio Bassarelli, La trovatura, Rizzoli Editore
- 1973 - Raul Lunardi, La delazione, F.lli Fabbri Editori
- 1974 - Luigi Compagnone, Ballata e morte di un capitano del popolo, Ed. Rusconi
- 1975 - Leonardo Sinisgalli, Un disegno di Scipione e altri racconti, Mondadori Editore
- 1976 - Carlo Coccioli, Davide, ed. Rusconi
- 1977 - Gennaro Manna, Il potere e la maschera, Ed. Massimo, Milano
- 1978 - Claudio Marabini, La notte vede più del giorno, Mondadori
- 1979 - Italo Alighiero Chiusano, L'ordalia, Ed. Rusconi
- 1980 - Gino Montesanto, Le impronte, Ed. Rusconi
- 1981 - Luigi Santucci, Il bambino della strega, Arnoldo Mondadori Editore
- 1982 - Elio Bartolini, Il palazzo di Tauride, Ed. Rusconi
- 1983 - Ferruccio Ulivi, La notte di Toledo, Ed. Rusconi
- 1984 - Antonio Altomonte, Il fratello orientale, ed. Rusconi
  - ex aequo: Luciano Radi, Non sono solo, Rusconi
- 1985 - Lalla Kezich, Gruppo concentrico, Ed. Camunia
- 1986 - Luca Desiato, Come il fuoco, Ed. Mondadori
- 1987 - Sergio Zavoli, Romanza, ed. Mondadori
- 1988 - Francesca Duranti, Effetti personali, Ed. Rizzoli
  - ex aequo: Gaetano Cappelli, Floppy Disk, editore Marsilio
- 1989 - Giorgio Pressburger, La legge degli spazi bianchi, Ed. Marietti.
- 1990 - Carlo Sgorlon, La fontana di Lorena, Mondadori
- 1991 - Ferruccio Parazzoli, Il barista è sempre pallido, Mondadori
  - ex aequo: Wanda Rupolo, Umanità e stile (Studio su Mario Pomilio), Istituto Suor Orsola Benincasa
- 1992 - Marta Morazzoni, Casa materna, Ed. Longanesi
  - ex aequo: Dino Satriano, Tervetuloa a Baragiano - Quando i Finlandesi conquistarono la Lucania, Edizioni Osanna
- 1993 - Rodolfo Doni, Un filo di voce, Mondadori
- 1994 - Francesca Sanvitale, Il figlio dell'Impero, Ed. Einaudi
- 1995 - Serena Vitale, Il bottone di Puškin, Ed. Adelphi
- 1996 - Isabella Bossi Fedrigotti, Magazzino vita, ed. Longanesi
  - ex aequo: Gaetano Cappelli, Errori, Ed. Mondadori.
- 1997 - Raffaele Crovi, L'indagine di via Rapallo, Piemme
- 1998 - Giuseppe Bonaviri, L'infinito lunare, Mondadori.
- 1999 - Nicola Lecca, Concerti senza orchestra, Marsilio
- 2000 - Giuseppe Pontiggia, Nati due volte, Mondadori
- 2001 - Alfredo Cattabiani, Zoario, Mondadori
  - ex aequo: Mario Caccavale, L'illusionista americano, Mondadori
- 2002 - Giuseppe Conte, Il terzo ufficiale, Edizioni Longanesi.
- 2003 - Sandra Petrignani, La scrittrice abita qui, ed. Neri Pozza
  - ex aequo: Antonio Socci, Uno strano cristiano, Rizzoli
- 2004 - Luca Doninelli, Tornavamo dal mare, Garzanti
  - ex aequo: Giuseppe Lupo, Ballo ad Agropinto, Marsilio
- 2005 - Elisabetta Rasy, La scienza degli addii, Mondadori
- 2006 - Paola Capriolo, Una luce nerissima, Mondadori
- 2007 - Laura Bosio, Le stagioni dell'acqua, Longanesi
- 2008 - Valeria Parrella, Lo spazio bianco, Einaudi
- 2009 - Valentina Fortichiari, Lezioni di nuoto, Guanda
  - ex aequo: Roberto Pazzi, Dopo primavera, Frassinelli
- 2010 - Laura Pariani, Milano è una selva oscura, Einaudi
- 2011 - Maria Pia Ammirati, Se tu fossi qui, Cairo Editore
  - ex aequo: Anna R. G. Rivelli, Il ragno, Tracce editore
- 2012 - Alessandro Zaccuri, Dopo il miracolo, Mondadori
- 2013 - Romana Petri, Figli dello stesso padre, Longanesi
- 2014 - Michele Mari, Roderick Duddle, Einaudi
- 2015 - Paola Mastrocola, L'esercito delle cose inutili, Einaudi
- 2016 - Eraldo Affinati, L'uomo del futuro, Mondadori
- 2017 - Melania Gaia Mazzucco, Io sono con te. Storia di Brigitte, Einaudi
- 2018 - Caterina Bonvicini, Fancy red, Mondadori
- 2019 - Benedetta Cibrario, Il rumore del mondo, Mondadori
- 2020 - Ernesto Ferrero, Francesco e il sultano, Einaudi
- 2021 - Donatella Di Pietrantonio, Borgo Sud, Einaudi[3]
- 2022 - Maurizio De Giovanni, L'equazione del cuore, Mondadori[4]
- 2023 - Daniele Petruccioli, Si vede che non era destino, TerraRossa[5]
- 2024 - Adrian Bravi, Adelaida, Nutrimenti[6]

### Premio speciale di narrativa, presidenza Regione Basilicata (parziale)
- 2006 - Giulio Cattaneo, Opera omnia
- 2007 - Francesco Sisinni, Il cappotto del nonno, Edizioni Memori
- 2008 - Andrea Di Consoli, La curva della notte, Rizzoli
- 2009 - Giuseppe Catozzella, Espianti, Transeuropa
- 2010 - Dora Albanese, Non dire madre, Hacca Edizioni
- 2011 - Dino Rosa, Cercando la vita, Iride
- 2012 - Mario Aldo Toscano, In quell'Epoca Meridione, Le Lettere
- 2013 - Mariolina Venezia, Maltempo, Einaudi
- 2015 - Roberto Moliterni, Arrivederci a Berlino Est, editrice RaiEri.[7]
- 2016 - Mimmo Sammartino, Il paese dei segreti addii, Hacca Edizioni.[8]
  - Lucio D'Alessandro, Il dono di nozze, edizioni Mondadori - menzione speciale.[8]
- 2018 - Oreste Lo Pomo, Malanni di stagione, Cairo editore, 
  - ex aequo: Giuseppe Catozzella, E tu splendi, Feltrinelli editore, segnalazione.
  - Maria Attanasio, La ragazza di Marsiglia, Sellerio editore (Premio di narrativa, parità di genere e delle pari opportunità).
- 2019 - Francesca Diotallevi, Dai tuoi occhi solamente, Neri Pozza (Premio di narrativa, parità di genere e delle pari opportunità).
- 2020 - Igiaba Scego, La linea del colore, Bompiani, (Premio di narrativa, parità di genere e delle pari opportunità).
- 2021 - Giuseppe Catozzella, Italiana, Mondadori, (Premio di narrativa, parità di genere e delle pari opportunità).

### Letteratura spirituale e poesia religiosa
- 1987 - Divo Barsotti, Opera omnia
- 1988 - Margherita Guidacci, Opera poetica complessiva
- 1989 - David Maria Turoldo, Opera poetica complessiva.
- 1990 - Gianfranco Ravasi, Opera omnia
- 1991 - Luis Alonso Schökel, Opera omnia
  - ex aequo: Vittorio Citterich, Professore mi ricordo - Lettere a Giorgio La Pira 1981-1991, Nuova Era
- 1992 - Nazareno Fabbretti, Opera omnia
- 1993 - Joseph Ratzinger, Opera omnia.
- 1994 - Adriano Bausola, Opera omnia
- 1995 - Alessandro Parronchi, Opera omnia
- 1996 - Elio Toaff, Opera omnia
- 1997 - Roger Etchegaray, Opera omnia
- 1998 - Mario Luzi, Opera omnia
- 1999 - Edward Idris Cassidy, Opera omnia
- 2000 - Paolo Ricca, Opera omnia
- 2001 - Jean-Robert Armogathe, Opera omnia
- 2002 - Khaled Fouad Allam, Opera omnia
  - ex aequo: Hafez Haidar, Opera omnia
- 2003 - Roberto Mussapi, Opera omnia.
  - ex aequo: Marco Beck, Opera omnia
- 2004 - Enzo Bianchi, Opera omnia.
- 2005 - Cettina Militello, Opera omnia
- 2006 - Walter Kasper, Opera omnia
- 2007 - Joaquín Navarro-Valls, Opera omnia
- 2008 - Rémi Brague, Opera omnia
- 2009 - Giovanni Maria Vian, Opera omnia
- 2010 - Franco Cardini, Opera omnia
- 2011 - Dario Antiseri, Opera omnia
- 2012 - Franco Loi, Opera omnia
- 2013 - Rino Fisichella, Opera omnia
- 2014 - Marco Roncalli, Opera omnia.[9]
- 2015 - Antonio Spadaro.[7]
- 2016 - Sabino Palumbieri per l'Opera omnia.[8]
- 2018 - Mary Melone[10]
- 2019 - Leonardo Sileo[11]
- 2020 - Paola Lucarini Poggi[12]
- 2021 - José Tolentino de Mendonça
- 2022 - Yvonne Dohna Schlobitten, Opera omnia
- 2023 - Yvonne Reungoat
- 2024 - Cristina di Lagopesole, Opera omnia